# Scanlation
Scanlation és una tècnica utilitzada per a difondre còmics, generalment per Internet. Es produeix mitjançant un procés combinat consistent en primer escanejar (scan en anglès) un còmic publicat en l'idioma original i digitalizar-lo per, seguidament, traduir (translate en anglès) els textos a un altre idioma, i finalment subsistuir els originals digitalment. D'aquesta manera s'obté una còpia traduïda del còmic, per a ser consultat a través a Internet.
El terme scanlation, que no és un terme reconegut com a tal en anglès, és una combinació dels dos processos (scan i translation) que componen aquesta tècnica. És una tècnica molt habitual i estesa sobretot en gènere manga.